# 史氏鮋
史氏鮋（学名：Snyderina yamanokami），又名大眼斯氏前鰭鮋、石狗公，为鮋科斯氏前鰭鮋屬下的一个种，為熱帶海水魚，分布於印度西太平洋琉球群島、印尼海域，棲息深度可達90公尺，體長可達24公分，棲息在底層水域，生活習性不明。